# 华兴宕遗址
华兴宕遗址位于中国浙江省宁波市海曙区鄞江镇梅园村华兴宕自然村南侧，民国石宕，呈扇形，直径55.58米，现已废弃，被水淹没，开采的石料曾用于宁波交通史上第一条公路鄞奉路的建设，2010年9月公布为鄞州区文物保护单位，2018年12月28日因行政区划调整公布为海曙区文物保护单位。